# Neuroleon (Neuroleon) mozambicus
Neuroleon (Neuroleon) mozambicus is een insect uit de familie van de mierenleeuwen (Myrmeleontidae), die tot de orde netvleugeligen (Neuroptera) behoort. 
Neuroleon (Neuroleon) mozambicus is voor het eerst wetenschappelijk beschreven door Navás in 1913.